# Приуральне
Приура́льне (каз. Приуральное) — село у складі Бурлінського району Західноказахстанської області Казахстану. Адміністративний центр та єдиний населений пункт Приурального сільського округу.
Населення — 1280 осіб (2021; 1357 у 2009, 1332 у 1999, 1577 у 1989).